# Municipio de Fairfield (condado de Harlan)
El municipio de Fairfield (en inglés: Fairfield Township) es un municipio ubicado en el condado de Harlan en el estado estadounidense de Nebraska. En el año 2010 tenía una población de 52 habitantes y una densidad poblacional de 0,57 personas por km².

## Geografía
El municipio de Fairfield se encuentra ubicado en las coordenadas 40°2′44″N 99°34′24″O / 40.04556, -99.57333. Según la Oficina del Censo de los Estados Unidos, el municipio tiene una superficie total de 92.02 km², de la cual 92,02 km² corresponden a tierra firme y (0 %) 0 km² es agua.

## Demografía
Según el censo de 2010, había 52 personas residiendo en el municipio de Fairfield. La densidad de población era de 0,57 hab./km². De los 52 habitantes, el municipio de Fairfield estaba compuesto por el 98,08 % blancos, el 1,92 % eran de otras razas. Del total de la población el 1,92 % eran hispanos o latinos de cualquier raza.